# Vjačeslav Bykov
Vjačeslav Bykov (Вячеслав Аркадьевич Быков, narozen 24. července 1960 v Čeljabinsku v SSSR) je bývalý sovětský hokejista marijského původu, v současnosti trenér. V letech 2006–2011 působil jako trenér ruské hokejové reprezentace.

## Hráčská kariéra
Malý technicky nadaný hráč (hrající na pozici centra) byl pravidelným účastníkem na sovětské hokejové scéně od roku 1980. Po rozpadu Sovětského svazu hrál za ruský národní tým. V roce 1989 byl draftován týmem Quebec Nordiques v 9. kole (169 celkově). Nikdy však v NHL nehrál. Bykov začal hrát za svůj tým v rodném městě Traktor Čeljabinsk v roce 1979. Po třech letech šel hrát za CSKA Moskva. V roce 1990 odešel hrát za C Fribourg-Gottéron ve Švýcarsku. Hráčskou kariéru ukončil v roce 2000, kdy hrál za HC Lausanne v B lize.
Dne 10. srpna 2006 byl Bykov nominován jako hlavní trenér hokejové reprezentace. Místo převzal od Vladimíra Krikunova. Zlatou medaili vyhrál jak v roce 2008, tak také 2009. Zlatého hattricku se však nedočkal, v roce 2010 mu vítězství ve finále překazila česká hokejová reprezentace. Je také hlavním trenérem týmu Salavat Julajev Ufa. V roce 2010/2011 vyhrál celou KHL, když ve finále porazil Atlant Mytišči 4:1 na zápasy.

## Klubová statistika
| Sezóna        | Klub                 | Soutěž        |     | Základní část | Základní část | Základní část | Základní část | Základní část |    | Play off | Play off | Play off | Play off | Play off |
| Sezóna        | Klub                 | Soutěž        | Z   | G             | A             | B             | TM            | Z             | G  | A        | B        | TM       |          |          |
| 1979–80       | Traktor Čeljabinsk   | SSSR          | 3   | 2             | 0             | 2             | 0             | —             | —  | —        | —        | —        |          |          |
| 1980–81       | Traktor Čeljabinsk   | SSSR          | 48  | 26            | 16            | 42            | 4             | —             | —  | —        | —        | —        |          |          |
| 1981–82       | Traktor Čeljabinsk   | SSSR          | 44  | 20            | 16            | 36            | 14            | —             | —  | —        | —        | —        |          |          |
| 1982–83       | CSKA Moskva          | SSSR          | 44  | 22            | 22            | 44            | 10            | —             | —  | —        | —        | —        |          |          |
| 1983–84       | CSKA Moskva          | SSSR          | 44  | 22            | 11            | 33            | 12            | —             | —  | —        | —        | —        |          |          |
| 1984–85       | CSKA Moskva          | SSSR          | 36  | 21            | 14            | 35            | 4             | —             | —  | —        | —        | —        |          |          |
| 1985–86       | CSKA Moskva          | SSSR          | 36  | 10            | 10            | 20            | 6             | —             | —  | —        | —        | —        |          |          |
| 1986–87       | CSKA Moskva          | SSSR          | 40  | 18            | 15            | 33            | 10            | —             | —  | —        | —        | —        |          |          |
| 1987–88       | CSKA Moskva          | SSSR          | 47  | 17            | 30            | 47            | 26            | —             | —  | —        | —        | —        |          |          |
| 1988–89       | CSKA Moskva          | SSSR          | 40  | 16            | 20            | 36            | 10            | —             | —  | —        | —        | —        |          |          |
| 1989–90       | CSKA Moskva          | SSSR          | 48  | 21            | 16            | 37            | 16            | —             | —  | —        | —        | —        |          |          |
| 1990–91       | HC Fribourg-Gottéron | NLA           | 36  | 35            | 49            | 84            | 16            | 8             | 7  | 16       | 23       | 10       |          |          |
| 1991–92       | Fribourg-Gottéron    | NLA           | 34  | 39            | 48            | 87            | 24            | 14            | 4  | 16       | 20       | 10       |          |          |
| 1992–93       | Fribourg-Gottéron    | NLA           | 35  | 25            | 51            | 76            | 14            | 9             | 10 | 12       | 22       | 4        |          |          |
| 1993–94       | Fribourg-Gottéron    | NLA           | 36  | 30            | 43            | 73            | 2             | 11            | 11 | 21       | 32       | 2        |          |          |
| 1994–95       | Fribourg-Gottéron    | NLA           | 30  | 24            | 51            | 75            | 35            | 8             | 6  | 4        | 10       | 4        |          |          |
| 1995–96       | Fribourg-Gottéron    | NLA           | 28  | 10            | 25            | 35            | 8             | 4             | 2  | 1        | 3        | 0        |          |          |
| 1996–97       | Fribourg-Gottéron    | NLA           | 46  | 23            | 45            | 68            | 16            | 3             | 0  | 3        | 3        | 2        |          |          |
| 1997–98       | Fribourg-Gottéron    | NLA           | 18  | 14            | 18            | 32            | 4             | 12            | 2  | 6        | 8        | 6        |          |          |
| 1998–99       | Lausanne HC          | NLB           | 24  | 19            | 21            | 40            | 40            | 3             | 2  | 4        | 6        | 2        |          |          |
| 1999–00       | Lausanne HC          | NLB           | 6   | 2             | 9             | 11            | 2             | —             | —  | —        | —        | —        |          |          |
| Celkem v SSSR | Celkem v SSSR        | Celkem v SSSR | 430 | 195           | 170           | 365           | 112           | —             | —  | —        | —        | —        |          |          |
| Celkem v NLA  | Celkem v NLA         | Celkem v NLA  | 263 | 200           | 330           | 530           | 119           | 69            | 42 | 79       | 121      | 38       |          |          |
| Celkem v NLB  | Celkem v NLB         | Celkem v NLB  | 30  | 21            | 30            | 51            | 42            | 3             | 2  | 4        | 6        | 2        |          |          |

## Reprezentace
| Rok                       | Tým                       | Soutěž                    | Z   | G  | A  | B  | TM |
| ------------------------- | ------------------------- | ------------------------- | --- | -- | -- | -- | -- |
| 1983                      | SSSR                      | MS                        | 10  | 3  | 2  | 5  | 0  |
| 1985                      | SSSR                      | MS                        | 10  | 6  | 3  | 9  | 2  |
| 1986                      | SSSR                      | MS                        | 10  | 6  | 6  | 12 | 2  |
| 1987                      | SSSR                      | MS                        | 10  | 5  | 6  | 11 | 0  |
| 1987                      | SSSR                      | KP                        | 9   | 2  | 7  | 9  | 4  |
| 1988                      | SSSR                      | OH                        | 7   | 2  | 3  | 5  | 2  |
| 1989                      | SSSR                      | MS                        | 10  | 6  | 6  | 12 | 2  |
| 1990                      | SSSR                      | MS                        | 10  | 3  | 1  | 4  | 4  |
| 1991                      | SSSR                      | MS                        | 10  | 4  | 4  | 8  | 0  |
| 1992                      | SNS                       | OH                        | 8   | 4  | 7  | 11 | 0  |
| 1993                      | Rusko                     | MS                        | 8   | 4  | 3  | 7  | 6  |
| 1995                      | Rusko                     | MS                        | 6   | 2  | 2  | 4  | 4  |
| Seniorská kariéra celkově | Seniorská kariéra celkově | Seniorská kariéra celkově | 108 | 47 | 50 | 97 | 26 |